# Kiselgur

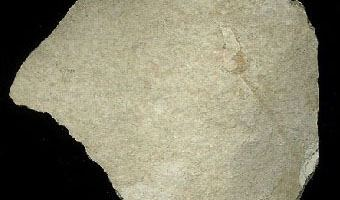
Exempel på kiselgur

Kiselgur, eller diatomacéjord, är en gråvit mjölliknande jordart, som består huvudsakligen av kiseldioxid. Den har bildats genom sedimentering av kiselalger. 
I sitt renaste tillstånd består kiselgur endast av dessa kiselskelett innehållande 97 % kiselsyreanhydrid (SiO2), dvs kiseldioxid, och 3 % kemiskt bundet vatten. Oftast är den dock förorenad på olika sätt, så att färgen kan vara vit, grå, brun eller svart. Oorganiska föroreningar kan vara lera, sand, kalk, järnföreningar m.m.

## Förekomst

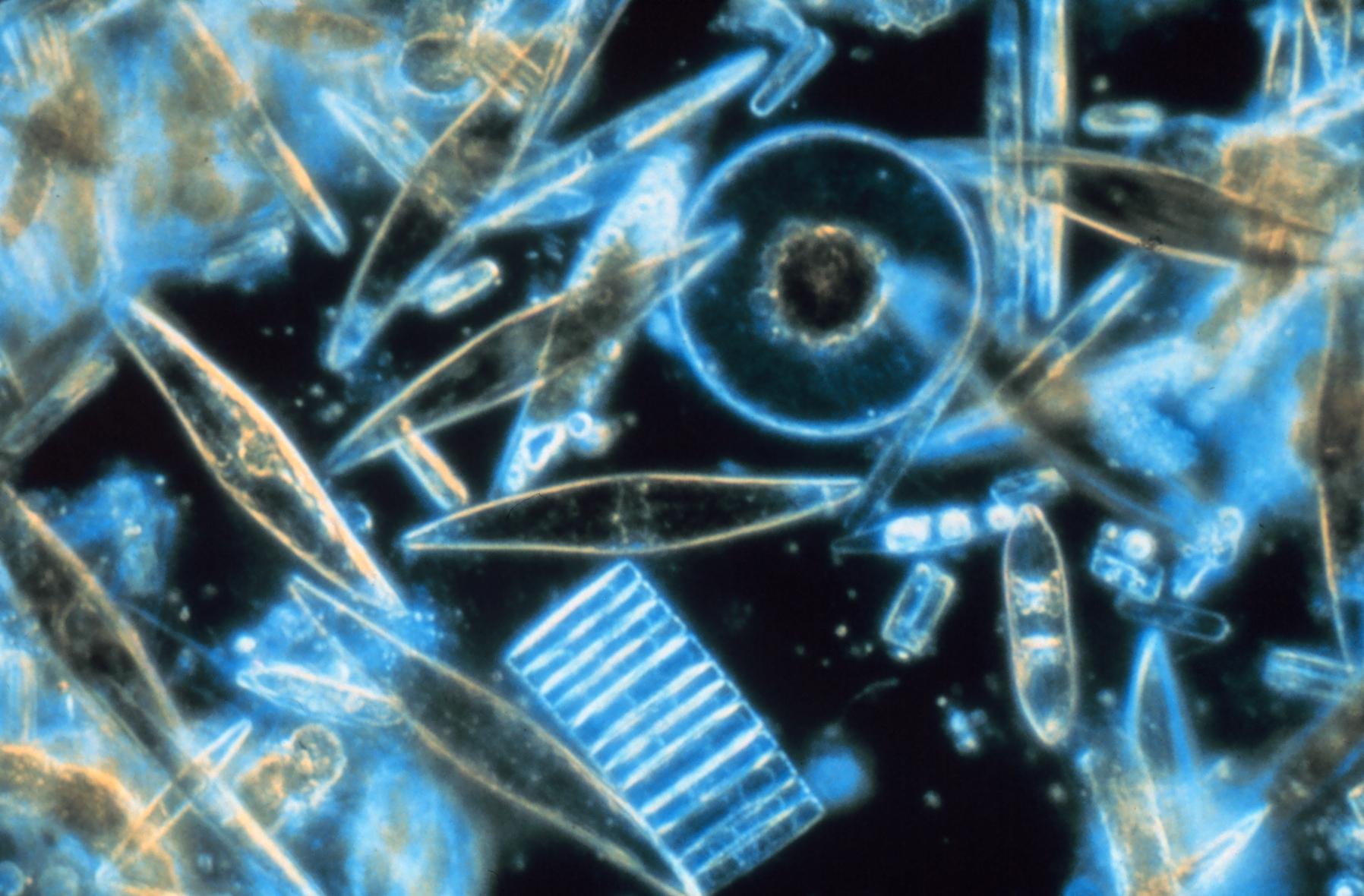
Levande marina kiselalger från Antarktis.

Diatomacéer lever i såväl salt- som sötvatten och under gynnsamma förhållanden, vid lämplig temperatur och stor halt av kiselhaltiga beståndsdelar i vattnet, kan deras utveckling bli omfattande, som t.ex. i Algeriet.
Under interglacial tid har det på olika platser i Skandinavien funnits förutsättningar för utveckling av färskvattendiatomacéer. Avlagringar av detta slag, som även kallas moler, finns i Danmark. I Nordtyskland finns omfattande förekomster av samma ursprung, t.ex. i södra kanten av Lüneburgerheden, samt i Auvergne i Frankrike.
Kiselgur har brutits i Sverige i närheten av Osby, Skåne. Denna innehöll 69,6% SiO2 och 8,5% Al2O3 + Fe 2O3. 

## Användning
År 1866, upptäckte Alfred Nobel att nitroglycerin kunde göras mycket stabilare om det absorberas i kiselgur. Detta möjliggör mycket säkrare transport och hantering än rent nitroglycerin. Han patenterade denna blandning som dynamit år 1867.
Den vanligaste användningen av kiselgur är som ett filtermedium, t.ex. för simbassänger. Den har en hög porositet, eftersom det består av mikroskopiskt små, ihåliga partiklar. Kiselgur används inom kemin för att filtrera mycket små partiklar som annars skulle passera genom eller täppa till filterpapper. Den kan också användas för att filtrera vatten, särskilt i behandlingsprocessen för dricksvatten och andra vätskor, såsom öl och vin, men kan också filtrera sirap, socker och honung utan att ta bort eller ändra färg, smak eller näringsmässiga egenskaper hos dessa.
Den äldsta användningen av kiselgur är som ett mycket milt slipmedel och för detta ändamål, har den använts både i tandkräm och i metallpolish, liksom i vissa ansiktskrämer.
Kiselgur används också som en insekticid, på grund av sina fysikalisk-sorptiva egenskaper. Det fina pulvret absorberar fett från vaxartade ytskikt av insekter, vilket får dem att torka ut. Det fungerar även mot snäckor och kan användas i trädgårdar för bekämpning av sniglar. Eftersom sniglar finns i fuktiga miljöer, är effekten dock låg.
Dess absorberande egenskaper gör den användbar för upptorkning av spill och i USA rekommenderas den för att suga upp utspilld giftig vätska. Den kan av detta skäl användas som huvudingrediens i en typ av kattsand. Den typ av kiselgur som används där kommer från sötvattenmiljöer och utgör ingen hälsorisk för djur eller människor.